# Stockholm
Stockholm je glavni i najveći grad Švedske. Po procjeni iz 2008. uže je gradsko područje imalo 798.715, a šire 1.949.516 stanovnika. Sjedište je, između ostalog, Kraljevske švedske akademije znanosti, Karolinska instituta i Švedske akademije, ustanova koje odabiru dobitnike Nobelove nagrade iz fizike, kemije, ekonomije, medicine i književnosti.

## Povijest
Grad je prema prvim pisanim spomenima osnovan 1252. za vrijeme švedskog kralja Valdemara iako se u sagama (nordijskim mitološkim pričama) tvrdi da grad postoji od ranije. Smatra se da ga je osnovao plemić Birger (ima naslov jarl koji donekle odgovara grofu) koji je imao vodeću ulogu u političkom životu Švedske. 
Sredinom 15. stoljeća Stockholm je bio malo trgovačko mjesto, između pet i šest tisuća stanovnika. Tijekom 15. stoljeća je Švedska bila ujedinjena s Danskom i Norveškom u Kalmarsku uniju. Šveđani su bili nezadovoljni unijom, te su se više puta pokušali osamostaliti. 10. listopada 1471. se dogodila Bitka kod Brunkeberga nedaleko od Stockholma u kojoj je švedska vojska pobijedila dansku, ali se nije uspjela osamostaliti. 8. studenog 1520. se dogodilo Stockholmsko krvoproliće kad su Danci u Stockholmu pobili oko 100 uglednih Šveđana. 1523. se raspala Kalmarska unija i Švedska je postala neovisna, a Stockholm je postao njezin glavni grad. Kralj Gustav I. Vasa mu je dao posebne povlastice i nije morao plaćati poreze koje su plaćali drugi švedski gradovi.
U 17. st. Švedska postaje značajna sila koja je tijekom Tridesetogodišnjeg rata vodila glavnu riječ u Europi. Stockholm se u to doba razvija kao značajan trgovački centar. 1625. je grad pogodio katastrofalan požar. Nakon požara se grad planski obnavlja i grade se nove ulice i četvrti. Do 1670. je narastao na 50.000 stanovnika.
U 18. st. slabi politička moć Švedske koja gubi teritorije. Tijekom 18. st. kralj Gustav III. vlada apsolutistički i Stockholm želi pretvoriti u kulturni centar. Tada se gradi opera, novi trg i mnoge reprezentativne zgrade. Od sredine 19. st. se Švedska industrijalizira i Stockholm postaje značajan industrijski centar. Tada se asfaltiraju ulice i grade mostovi među gradskim otocima, te se grad dalje širi. 1866. je komisija koju vodi Albert Lindhagen donijela plan razvoja grada u kojem se planiraju mnoge zelene površine. Stockholm postaje i znanstveni centar (gradi se Karolinska institut). 1897. je na otoku Djurgårdenu održana velikaumjetnička i industrijska izložba u rangu Svjetske izložbe. U 20. st. Stockholm postaje moderni gradski centar. 1912. su održane Olimpijske igre. 1923. je sagrađena nova gradska vijećnica, a 1930. je održana međunarodna izložba. Danas je Stockholm jedan od najbrže rastućih europskih gradova koji izrazito mnogo pažnje polaže zaštiti okoliša. Prvi je grad koji je od Europske unije 2010. dobio status "zelene prijestolnice".

## Zemljopis
Stockholm se nalazi na istočnoj obali Švedske (na obali Baltičkog mora). Obala oko grada je izrazito razvedena (Stockholmski arhipelag koji se sastoji od nekoliko stotina otočića). Brojnost otoka izrazito otežava plovidbu do Stockholma. Sam grad je sagrađen na oko 20 otoka (povijesni centar na 5 otoka) povezanih mostovima. Nalazi se na mjestu gdje se jezero Mälaren povezuje s morem.
Klima je umjereno-kontinentalna s maritimnim utjecajima i utjecajima snježno-šumske klime. Ljeta su umjereno topla, a zime hladne. Padalina ima više ljeti.
Na prostoru Stockholma postoji mnogo zelenih površina koja su zaštićene kao prirodni rezervati, a postoji i nacionalni park Nationalstadsparken. Postoji problem zagađenja mora na prostoru grada.

## Znamenitosti
Najvažnija znamenitost je povijesni centar grada nazvan Gamla stan smješten na otoku Stadsholmenu. Postoje građevine iz 13. st. Mnogo je građevina u stilu baltičke gotike (poseban gotički stil gdje prevladavaju građevine od smeđe cigle). Najznačajnije su: katedrala, crkva Riddarholmen i Nobelov muzej. Kao i Kraljevska palača u baroknom stilu iz 18. st.
Postoji mnogo građevina iz 19. st. inspiriranih Berlinom i Bečom. Mnogo je i modernih građevina iz 20. st. Ističe se gradska vijećnica iz 1923. Grad ima mnogo muzeja i galerija. Značajna je okrugla zgrada Ericsson Globe Arena u kojoj se održavaju sportske i zabavne priredbe. To je najveća okrugla zgrada na svijetu.
Grad ima mnogo parkova i rekreacijskih zona. Mnogo pažnje se posvećuje zaštiti okoliša i poticanju rekreacije. Otoci ispred Stockholma su popularna odredišta izletnika i rekreativaca. Značajan je otok Djurgården sa zabavnim parkom.

## Uprava
Stockholm u švedskom administrativnom ustroju ima status grada (šved. Stockholms stad) i podijeljen je na tri veća područja (Centar, Južni Stockholm i Zapadni Stockholm), koja su opet podijeljena na takozvane distrikte. To je specifičnost i donekle anomalija u odnosu na ostala sjedišta naseljenih zona ili općina, a takav status u Švedskoj uživaju još samo dvije metropole - Göteborg i Malmö. 
U ovlasti distrikata su pučkoškolska naobrazba, socijalna skrb i kultura.

### Distrikti u Stockholmu
- Stockholm Centar
  - Kungsholmen
  - Norrmalm
  - Östermalm
  - Södermalm

- Južni Stockholm
  - Älvsjö
  - Enskede-Årsta-Vantör
  - Farsta
  - Hägersten-Liljeholmen
  - Skarpnäck
  - Skärholmen

- Zapadni Stockholm
  - Bromma
  - Hässelby-Vällingby
  - Rinkeby-Kista
  - Spånga-Tensta

## Galerija
- Povijesne zgrade u starom centru
- Kraljevska palača
- Gradska vijećnica
- Kraljevsko dramsko kazalište
- Grand Hotel
- Ericsson Globe Arena
- Crkva Riddarholmen
- Zabavni park na otoku Djurgårdenu

## Poznate osobe
- Lisa Ekdahl, moderna pjevačica i tekstopisac

## Vanjske poveznice
- Službena stranica (šved.) (engl.)
- Turistički ured Stockholma  Arhivirana inačica izvorne stranice od 27. travnja 2006. (Wayback Machine) (šved.) (engl.) (njem.) (fin.) (fr.) (rus.) (tal.) (šp.)
- Stockholm i okolica Slovački vodič (sl.)

### Ostali projekti
|  | Zajednički poslužitelj ima još gradiva o temi Stockholm |